# 肥後の引き倒し
肥後の引き倒し（ひごのひきたおし）は、熊本県人気質の特徴的なある一面を表す言葉で、誰かが成功したり頭角を表わそうとするとみんなでその人の邪魔をはじめ、足を引っ張る傾向が熊本県人にはあることを言う。
有能な人材が引き倒されて潰されてしまい、大成する者がなかなか出ないと言われている。
江戸時代末期（幕末）の肥後熊本藩士・横井小楠は、坂本龍馬や西郷隆盛が教えを請うほどの先進的な思想を持った逸材であった。しかし、小楠自身この気質のために熊本において認められず、福井藩の松平春嶽の招聘により政治顧問に抜擢された。小楠の類まれな才能は、越前福井で発揮された。
対比として隣県である鹿児島県人気質を表す薩摩の芋づるという言葉があり、「薩摩の芋づる、肥後の引き倒し」という風に使われる。